# Polešovice
Polešovice (en allemand : Polschitz) est un bourg (městys) du district d'Uherské Hradiště, dans la région de Zlín, en République tchèque. Sa population s'élevait à 1 994 habitants en 2020.

## Géographie
Polešovice se trouve à 12 km à l'ouest-sud-ouest d'Uherské Hradiště, à 32 km au sud-ouest de Zlín, à 57 km à l'est-sud-est de Brno et à 240 km au sud-est de Prague.
La commune est limitée par Tučapy et Boršice au nord, par Nedakonice à l'est, par Uherský Ostroh et Moravský Písek au sud, et par Ořechov et Vážany à l'ouest, et par Stříbrnice au nord-ouest.

## Histoire
La première mention écrite du village date de 1220.